# Aida Gainsborg vda. de Aguirre
Aida Gainsborg vda. de Aguirre, también conocida como Aida Gainsborg viuda de Aguirre Achá (Cochabamba, Bolivia; 1896 – 1979) fue una escritora boliviana, reconocida sobre todo por su libro de recetas culinarias La Cocina en Bolivia.

## Biografía
Gainsborg nació en Cochabamba en 1896. Fue hija de Guillermo Gainsborg y de Esther Cabrera. En 1908 se casó con José Aguirre Achá, hijo del famoso escritor cochabambino Nataniel Aguirre, autor de la novela Juan de la Rosa, inspirada en las luchas independentistas bolivianas. El matrimonio dio a luz a tres hijos: José Nataniel, Aida Virginia y Juan.

## Obra

### La cocina en Bolivia
El libro que llevó a la fama a Aida Gainsborg: La Cocina en Bolivia, se editó por primera vez en 1956. Para 1974 el libro había alcanzado 7 ediciones, convirtiéndose en un libro exitoso en el ámbito boliviano. 

### Filantropía
A  Gainsborg se la recuerda también por su filantropía. Realizó obras caritativas mediante la Conferencia de Señoras de San Vicente Paúl en La Paz, organización que dirigió de 1928 a 1931. Fundó asimismo la organización "Protectora de la Infancia".

### Arte
Fue también aficionada a la pintura, a las artesanías y a la literatura. Escribió un libro denominado Teatro (1995), compuesto por seis partes: tres dramas, dos comedias y una radioteatralziación. También fue autora del poemario Instantes de una vida (1995). Estas dos últimas obras, no obstante, fueron publicadas de manera póstuma. En el ámbito de la pintura, se dice que fue estudiante del maestro Juan Rimsa. Respecto a su investigación de la cocina, fue su labor diplomática en países de Sudamérica que la llevó a escribir su famoso libro La Cocina en Bolivia, que no ha dejado de editarse hasta el presente. En él, la autora explica con facilidad la mayoría de los platos bolivianos. Este libro se sigue editando hasta la actualidad.
Aida Gainsborg enviudó en 1941 y murió el año de 1979. Actualmente, su familia regenta un restaurante llamado "Café de la Abuelita Aida", en donde se preparan las recetas de su libro La Cocina en Bolivia. 

## Obra
- La Cocina en Bolivia (1962)
- Teatro (1995)
- Instantes de una vida (1995)